# Smithia pycnantha
Smithia pycnantha är en ärtväxtart som beskrevs av John Gilbert Baker. Smithia pycnantha ingår i släktet Smithia och familjen ärtväxter. Inga underarter finns listade i Catalogue of Life.